# Gruppo Forma 1

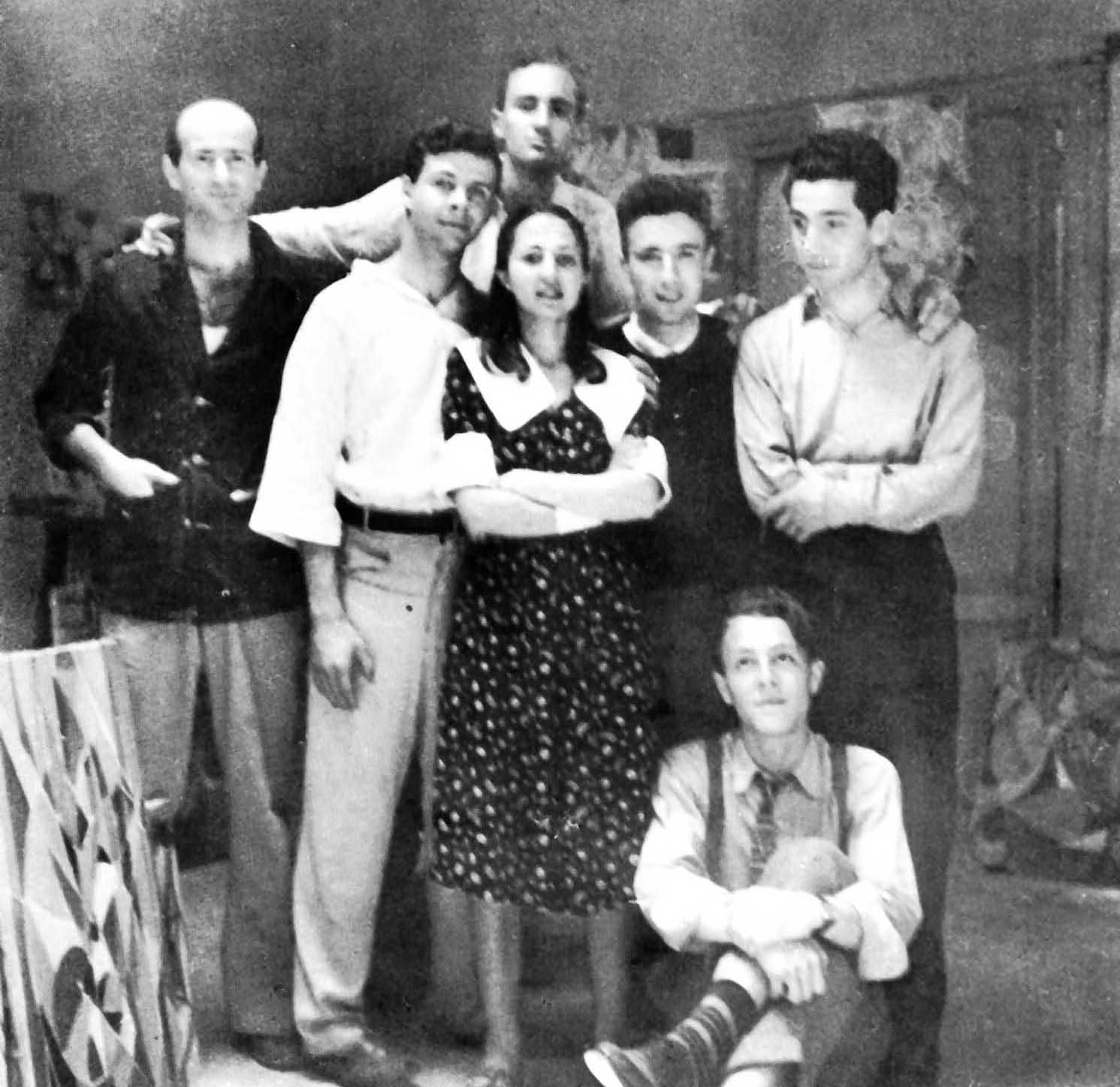
il Gruppo Forma 1: partindo da esquerda, Pietro Consagra, Mino Guerrini, Ugo Attardi, Carla Accardi, Achille Perilli, Antonio Sanfilippo e Piero Dorazio

O Gruppo Forma 1 constitui uma das manifestações mais emblemáticas da renovação da linguagem artística no contexto do pós-guerra italiano. Fundado em 1947, o grupo propôs uma síntese original entre os princípios da arte abstrata e os ideais do marxismo, antecipando importantes debates sobre o papel social da criação estética no século XX.

## Contexto Histórico
O surgimento do Gruppo Forma 1 deve ser compreendido no âmbito da reconstrução cultural da Itália do pós-Segunda Guerra Mundial. Num cenário dilacerado pelas consequências do conflito e pela queda do fascismo, artistas e intelectuais buscaram novas vias de expressão que respondessem às urgências de uma sociedade em transformação. Nesse ambiente, a abstração geométrica apresentou-se como um campo de experimentação e resistência, contrapondo-se tanto ao naturalismo acadêmico quanto às correntes existencialistas então em ascensão.